# Liste des saisons d'On va s'gêner
Cette page présente la liste des saisons d'On va s'gêner.
Après avoir présenté ses chroniqueurs du jour, Laurent Ruquier lit quelques e-mails des auditeurs s'adressant le plus souvent aux six chroniqueurs présents, et raconte des blagues envoyés par ceux-ci. Des auditeurs passent parfois à l'antenne pour réagir à l'émission de la veille. Ensuite, l'animateur commence à poser des questions sur l'actualité, prenant parfois au téléphone un invité.
Après les flashes de 16 h et de 17 h (à 16 h 30 et 17 h 30 dès la saison 2013/2014) a lieu Le Challenge des auditeurs (5 à 10 minutes) où deux auditeurs (un homme et une femme) affrontent les chroniqueurs présents. Le gagnant du jeu remporte un filet garni (places de théâtre, livres, disques etc.) puis, à partir de 2009, un voyage.
Vers 17 h 20 (17 h 50 pour la saison 2009/2010 et dès la saison 2013/2014) ont lieu les différentes chroniques qui peuvent différer selon les jours : le challenge Paul Wermus qui tente de répondre, après deux heures d'enquête, à 4 ou 5 questions posées en début d'émission par l'animateur, la chronique cinéma d'Isabelle Motrot et de Monique Pantel ou les objets incroyables de Jérôme Bonaldi.

## Saison 2009/2010
Après la rentrée de 2008, lors de laquelle Jérémy Michalak, Fabrice Éboué et Titoff s'imposent comme des piliers de l'émission, celle de 2009 est un autre tournant : outre le prolongement d'une demi-heure et l'apparition de « l'invité d'honneur », cette nouvelle saison est marquée par l'arrivée d'Olivier de Kersauson, figure historique des Grosses Têtes auxquelles il participa pendant près de 30 ans, et la révélation de Gaspard Proust, jeune humoriste au ton cynique, froid et désabusé, apparu deux fois en fin de saison 2008/2009. De nombreux essais moins concluants sont également effectués tout au long de la saison : révélé par Le Grand Journal de Michel Denisot sur Canal+, l'humoriste Philippe Lacheau ne parvient pas à s'imposer malgré dix passages dans l'émission. C'est également le cas de Miss France 2009 Chloé Mortaud, de Christelle Chollet, de l'animatrice Marlène Mourreau, de l'actrice Agnès Soral ou encore de l'ex secrétaire d'État chargé des Relations avec le Parlement et proche de Paul Wermus, Roger Karoutchi, tous cantonnés à un seul et unique passage. La jeune humoriste suisse Charlotte Gabris rejoint enfin la bande, sa collaboration prend fin un an plus tard après vingt-et-une émissions[réf. souhaitée].

## Saison 2010/2011
La rentrée 2010 offre peu de nouveautés, si ce n'est le changement d'horaire. Les chroniques en place sont conservées, essentiellement celle de "l'invité d'honneur" qui s'est avérée être un succès. Diverses personnalités ont rejoint la bande lors de cette rentrée : l'animateur radio de la matinale de Virgin Radio Florian Gazan, le spécialiste cuisine Jean-Pierre Coffe, les journalistes Christophe Beaugrand et Anne-Solenne Hatte et l'historienne et philosophe Diane Ducret. La chanteuse Juliette, l'animatrice Valérie Bénaïm et les humoristes Laurent Baffie et Élisabeth Buffet font également de rares apparitions. Cette nouvelle saison marque enfin le retour régulier de chroniqueurs absents depuis quelque temps tels Isabelle Alonso, Péri Cochin, Jean Benguigui et Elsa Fayer.
En raison des emplois du temps chargés des uns et des autres (tournée dans toute la France et tournage à Cuba de Case départ pour Fabrice Éboué, enregistrement de C à vous pour Jérémy Michalak…), du recrutement de nombreux chroniqueurs et du retour d'anciens, l'équipe tourne à nouveau quotidiennement comme c'était le cas quelques années plus tôt.
À la fin du mois de décembre 2010, Laurent Ruquier offre aux pensionnaires de son émission télévisée On n'demande qu'à en rire la possibilité de s'illustrer à la radio : Olivier de Benoist, Kev Adams, Les Lascars gays et Jérémy Ferrari se succèdent ; Arnaud Tsamere rejoint, pour sa part, la bande en janvier 2011 et sera, avec Jérémy Ferrari, le seul à revenir régulièrement. En décembre également, le réalisateur de l'émission, François Renucci, s'installe pour la première fois autour de la table pour pallier les absences imprévues de chroniqueurs, confirmant la drôlerie que Laurent Ruquier lui a souvent prêtée au cours des années.
À la fin de la saison, Florian Gazan annonce qu'il ne sera plus chroniqueur dans l'émission la saison suivante, en raison de son arrivée comme animateur de la matinale sur Fun Radio, qui appartient à un groupe concurrent d'Europe 1. Lors de la dernière de la saison, le jeudi 30 juin, Laurent Ruquier fait part de sa déception face au départ de ce chroniqueur apprécié. En dehors d'Arnaud Tsamere et Jérémy Ferrari qui reviendront épisodiquement, seuls Christophe Beaugrand et François Renucci s'imposent comme des chroniqueurs récurrents. Cette saison, est, enfin, marquée par le départ définitif dès le mois de décembre de Philippe Alfonsi, chroniqueur historique présent dès les premiers mois de l'émission, et qui était régulièrement raillé pour son nombre limité d'interventions.

## Saison 2011/2012
La rentrée de la saison 2011/2012 a lieu le lundi 22 août. Aucun changement n'a lieu quant à l'organisation de l'émission, et l'ensemble des chroniques sont reconduites. Frédéric Chevit participe à sa première émission dès le vendredi de la première semaine. D'autres chroniqueurs intègrent la bande le mercredi 31 août : le journaliste Pierre Lescure et l'écrivain et réalisateur Yann Moix, qui avait déjà collaboré avec Laurent Ruquier par le passé. Les 14 et 21 septembre, ce sont respectivement l'imitatrice Sandrine Alexi et l'ancien auteur des Guignols de l'Info Bruno Gaccio qui rejoignent la bande. Seul Yann Moix devient finalement un chroniqueur régulier, en étant présent chaque mercredi et chaque vendredi.
Le 27 janvier 2012, Willy Rovelli, déjà chroniqueur dans l'émission de Michel Drucker diffusée sur la même antenne, fait ses premiers pas dans l'émission. Le 7 février marque le retour de Mustapha El Atrassi après plus de trois ans d'absence, mais sa présence reste très épisodique. Jean-Luc Lemoine est quant à lui réinvité régulièrement après avoir été en froid avec Laurent Ruquier durant plusieurs années. Il se retirera toutefois quelques mois plus tard, préférant se consacrer à ses activités au sein de la bande de Cyril Hanouna, notamment à l'émission télévisée Touche pas à mon poste !.
Par ailleurs, cette saison est celle qui voit Jean-Marie Bigard devenir un chroniqueur récurrent de l'émission, l'humoriste intervenant désormais deux fois par semaine, alors qu'il n'était présent jusque-là qu'épisodiquement, avec quelques rares apparitions chaque année.

## Saison 2012/2013
Peu de changements interviennent à la rentrée 2012/2013.
Dès la première semaine sont réinvités Lulu et Eddy Murté, apparus pour la première fois à la toute fin de la saison passée, et Philippe Geluck, absent pendant près de deux ans. Yann Renoard et Guy Carlier, qui interviendra deux fois par semaine, sont quant à eux les recrues de cette nouvelle saison, tout comme Stéphane Bak, invité pour la première fois le 12 septembre. À 15 ans seulement, ce jeune humoriste couvé par Navo, le coauteur de la série Bref, devient le plus jeune chroniqueur de l'histoire de l'émission. Eloïse Labro, fille du journaliste, écrivain et cinéaste Philippe Labro, fait à son tour un essai le 2 octobre, mais Laurent Ruquier annonce dès la semaine suivante (lors de l'émission du 8 octobre) qu'elle ne sera pas réinvitée. Le 22 octobre, l'animateur ouvre les portes du studio à un nouveau pensionnaire d' On n'demande qu'à en rire, Kevin Razy, connu pour ses sketchs irrévérencieux et engagés. L'essai ne s'avérant pas concluant, Ruquier donne sa chance, le 4 juin 2013, à Donel Jack'sman, autre pensionnaire des saisons 2 et 3 d' On n'demande qu'à en rire, qui s'illustre dans le même domaine humoristique que Kevin Razy, puis le 13 juin à son camarade Vérino. Le 11 juin, l'émission accueille ensuite pour la première fois le journaliste sportif Alexandre Delpérier, qui effectue par la même occasion son retour sur les ondes d'Europe 1, trois ans après sa mise à pied puis sa démission consécutives à une fausse interview de Raymond Domenech et Thierry Henry présentée comme un entretien exclusif alors qu'il s'agissait en réalité d'une conférence de presse. Puis le 17 juin, c'est au tour d'Enora Malagré d'intégrer la bande, l'une des révélations télévisées de l'année popularisée par son franc-parler et sa gouaille dans Touche pas à mon poste !, le talk-show quotidien de Cyril Hanouna diffusé sur D8. Enfin, l'ancien sociétaire des Grosses Têtes (de 2001 à 2011) Éric Laugérias est la dernière recrue de cette fin de saison, celui-ci participant à l'émission du 27 juin.
De tous les nouveaux chroniqueurs, seul Guy Carlier devient un intervenant régulier sur l'ensemble de la saison. Outre l'arrivée de celui-ci, cette nouvelle saison est principalement marquée par le retour de Mustapha El Atrassi dans le costume de chroniqueur récurrent. L'humoriste intervient ainsi une fois par semaine jusqu'au mois de janvier 2013, puis deux à partir de février. C'est également le cas de Caroline Diament, chroniqueuse depuis 2004, et Christophe Beaugrand qui étaient réduits à un seul passage hebdomadaire jusque juin 2012, et sont désormais présents deux fois chaque semaine. Ce dernier s'impose d'ailleurs cette année-là comme un pilier de l'émission, notamment par sa très large connaissance de chansons populaires modernes, célèbres comme oubliées voire méconnues, et de génériques d'émissions télévisées, de feuilletons et de dessins animés : en décembre 2012 naît ainsi le JukeBeauXGrand, petit quiz improvisé aux débuts des émissions auxquelles il participe, et où les auditeurs lui proposent (par mail ou par téléphone) des titres de chansons dont il doit chantonner l'air et les paroles.
En fin de saison, Laurent Ruquier annonce les venues probables de Daniela Lumbroso (lors de l'émission du 7 juin) et Christophe Dechavanne (émission du 21 juin) dans la bande pour la saison 2013 - 2014. L'animateur confirme par ailleurs lors de cette dernière émission que Stéphane Bak et Enora Malagré devraient intervenir en tant que chroniqueurs réguliers lors de cette prochaine année tandis que le 28 juin, Florian Gazan annonce son retour dans la bande pour la rentrée 2013.

## Saison 2013/2014
Christophe Dechavanne, Enora Malagré et Florian Gazan sont effectivement présents dès la première semaine de cette nouvelle saison, tout comme Eric Laugérias. L'ancien animateur de Coucou c'est nous ! participe ainsi à l'émission inaugurale du 26 août et revient dès le lendemain, ainsi que le jeudi de la même semaine. Il est la principale recrue de cette nouvelle année et effectue par la même occasion son retour à la radio après huit ans d'absence simplement entrecoupés d'une pige estivale dans La Bonne Touche sur RTL en juin et juillet 2011. C'est sur la demande du présentateur d'Une famille en or lui-même, et par l'intermédiaire de Christine Bravo, que cette nouvelle collaboration prend forme. Aucun changement majeur n'intervient, si ce n'est la réfection du studio Merlin dans lequel l'émission est enregistrée[pertinence contestée]. Les différentes chroniques sont à nouveau reconduites, tout comme le "kikalemieubossé". Seule nouveauté, le "jeu du portrait" vers 17h10. Proposée le jour de la rentrée, cette rubrique disparaît finalement dès le lendemain.
Rarement l'équipe de l'émission aura comptée autant de chroniqueurs récurrents. Laurent Ruquier admet lui-même qu'il lui est difficile, au contraire de certaines années passées, de faire participer tout le monde sans froisser les égos des uns et des autres, et qu'il doit composer avec les promesses faites à certains. Dans ces conditions, seul Pierre Bénichou bénéficie de trois passages hebdomadaires au micro. Jérémy Michalak, Steevy Boulay, Titoff, Yann Moix, Caroline Diament, Christophe Dechavanne, Christine Bravo, Jean-Marie Bigard et parfois Florian Gazan profitent généralement de deux participations par semaine, tandis que les autres n'interviennent qu'une fois. Aux présences plus disparates de Fabrice Éboué, Mustapha El Atrassi ou Christophe Beaugrand (désormais animateur de la matinale de Virgin Radio en compagnie de Florian Gazan) comme aux absences de longue durée pour raisons de santé de Guy Carlier et Claude Sarraute se substitue le retour comme chroniqueuse récurrente, dès le mois de septembre, d'Isabelle Mergault. 
Le 21 octobre marque le retour dans la Bande à Ruquier de Florence Belkacem : celle-ci avait déjà collaboré avec Laurent Ruquier dans Rien à cirer sur France Inter puis dans l'éphémère On n'a pas tout dit sur France 2 en 2008. Elle est suivie, trois jours plus tard, par Ève Angeli dont les apparitions sont désormais rarissimes. Annoncé comme chroniqueur récurrent, Stéphane Bak n'effectue finalement son retour que le 25 novembre.
Le roulement des chroniqueurs s'avère finalement assez instable. Enora Malagré ne participe en réalité qu'à six émissions avant de disparaître de la programmation, tout comme Isabelle Mergault ou Florence Belkacem. À l'inverse, Isabelle Alonso se voit régulièrement réinvitée dès la fin de l'année 2013, et Yvan Le Bolloc'h fait son retour dans la bande début 2014. Le retour en quotidienne à la télévision de Laurent Ruquier, avec L'Émission pour tous bouleverse la rentrée de janvier où la présence des uns et des autres est désormais aussi liée à leur participation au programme télévisé. Les comédiennes Gwendoline Hamon (à partir du 13 janvier) et Gyselle Soares (12 mars) profitent de leur statut de pensionnaire dans la nouvelle émission de télévision pour s'installer dans le même temps autour de la table d'On va s'gêner. Elles suivent ainsi de quelques jours les débuts de la jeune journaliste Johanna Kawa. Toutes trois ne parviennent pas à s'imposer en tant que chroniqueurs récurrents. C'est pourquoi, le 17 mars, la comédienne Julie Arnold fait à son tour une première apparition autour de la table. Elle est suivie, deux jours plus tard, par le jeune humoriste Vincent Dedienne.
L'un des faits marquants de la saison reste par ailleurs la défection de Claude Sarraute[réf. nécessaire], pilier des années durant de l'émission, dont les problèmes de santé ne lui permettent plus d'assister tôt le matin aux enregistrements. Elle n'intervient ainsi plus que lors des rares directs diffusés dans l'après-midi. 
Cette rentrée a lieu dans un climat conflictuel entre deux des recrues phares de la saison, Enora Malagré et Christophe Dechavanne, qui ont passé une partie du mois de septembre à s'écharper par presse interposée et sur Twitter, la première considérant le second comme son "pire ennemi", lui reprochant notamment de l'avoir mal considérée à l'époque où elle était stagiaire. De ce fait, jamais encore les deux chroniqueurs n'ont été réunis par Laurent Ruquier autour de la table d'On va s'gêner, Christophe Dechavanne intervenant les lundis ou mardis et jeudis, tandis qu'Enora Malagré est invitée (avant de ne plus intervenir du tout) le mercredi.